# Yannick Friedberg
Yannick Friedberg (26 settembre 1999) è un giocatore di football americano svizzero che gioca nel ruolo di defensive lineman per gli Helvetic Mercenaries.

## Palmarès
- 1 Swiss Bowl (Bern Grizzlies, 2022)